# Philippe Omnès
Philippe Louis René Marcel Omnès (ur. 6 sierpnia 1960 w Paryżu) – francuski florecista, dwukrotny medalista olimpijski i wielokrotny medalista mistrzostw świata.
Na igrzyskach olimpijskich w Los Angeles w 1984 roku reprezentacja Francji w składzie: Frédéric Pietruszka, Pascal Jolyot, Patrick Groc, Philippe Omnès i Marc Cerboni zdobyła drużynowo brązowy medal. W zawodach indywidualnych zajął siódme miejsce. Na rozgrywanych cztery lata później igrzyskach olimpijskich w Seulu był szósty drużynowo i dziewiąty indywidualnie. Następnie zwyciężył w turnieju indywidualnym podczas igrzysk olimpijskich w Barcelonie w 1992 roku, pokonując w finale Serhija Hołubyckiego z WNP 2:1. W zawodach drużynowych Francuzi tym razem zajęli siódme miejsce. Brał również udział w igrzyskach olimpijskich w Atlancie w 1996 roku, zajmując siódme miejsce w zawodach indywidualnych.
Podczas mistrzostw świata w Rzymie w 1982 roku wspólnie z Didierem Flamentem, Pascalem Jolyotem, Frédérikiem Pietruszką i Patrickiem Grocem zdobył srebrny medal w zawodach drużynowych. W tej samej konkurencji Francuzi z Omnèsem w składzie zdobyli następnie kolejny srebrny medal na mistrzostwach świata w Lozannie (1987) oraz brązowe podczas mistrzostw świata w Denver (1989) i mistrzostw świata w Budapeszcie (1991). Na mistrzostwach świata w Lyonie w 1990 roku zwyciężył w rywalizacji indywidualnej, pokonując w finale Włocha Andreę Borellę. Ponadto zdobył srebrny medal indywidualnie podczas mistrzostw świata w Denver w 1989 roku (przegrywając w finale z Alexandrem Kochem z RFN) oraz brązowy na mistrzostwach świata w Essen w 1993 roku (plasując się za Kochem i Hołubyckim).
Był mistrzem Francji w latach 1982, 1984, 1985, 1987, 1991, 1992 i 1993.